# Ghanas historia
Ghanas historia behandlar historien för området som idag är staten Ghana i Afrika. Ghana som en brittisk koloni kallades Guldkusten men fick namnet Ghana vid självständigheten 1957.

## Förhistoria
Det har gjorts fynd i nuvarande Ghana från Paleolitikum (äldre stenåldern)
Fynd av mikroliter, små och vassa stenverktyg, har gjorts på flera platser. Runt 1500 f.Kr. förekom bosättningar och troligen odlades jams och oljepalm. Från 100-talet e.Kr. pågick järnutvinning nära Begho som utvecklades till en stor bosättning cirka 1000 e.Kr.

## Tidig historia
Ghanas tidiga historia härleds främst från muntlig tradition som refererar till folkvandringar från de forntida rikena i västra Sahel, nuvarande Mauretanien och Mali. Från cirka 1100 uppstod flera rivaliserande småstater i nuvarande Ghana och ekonomin baserades på handel med guld och kolanötter. Den stora bosättningen vid Begho som utvecklades från cirka 2000 år sedan nådde sin höjdpunkt under 1400-talet. Under denna tid skedde antagligen handel med flera andra imponerande urbana centra norrut.  

## Kolonialtiden

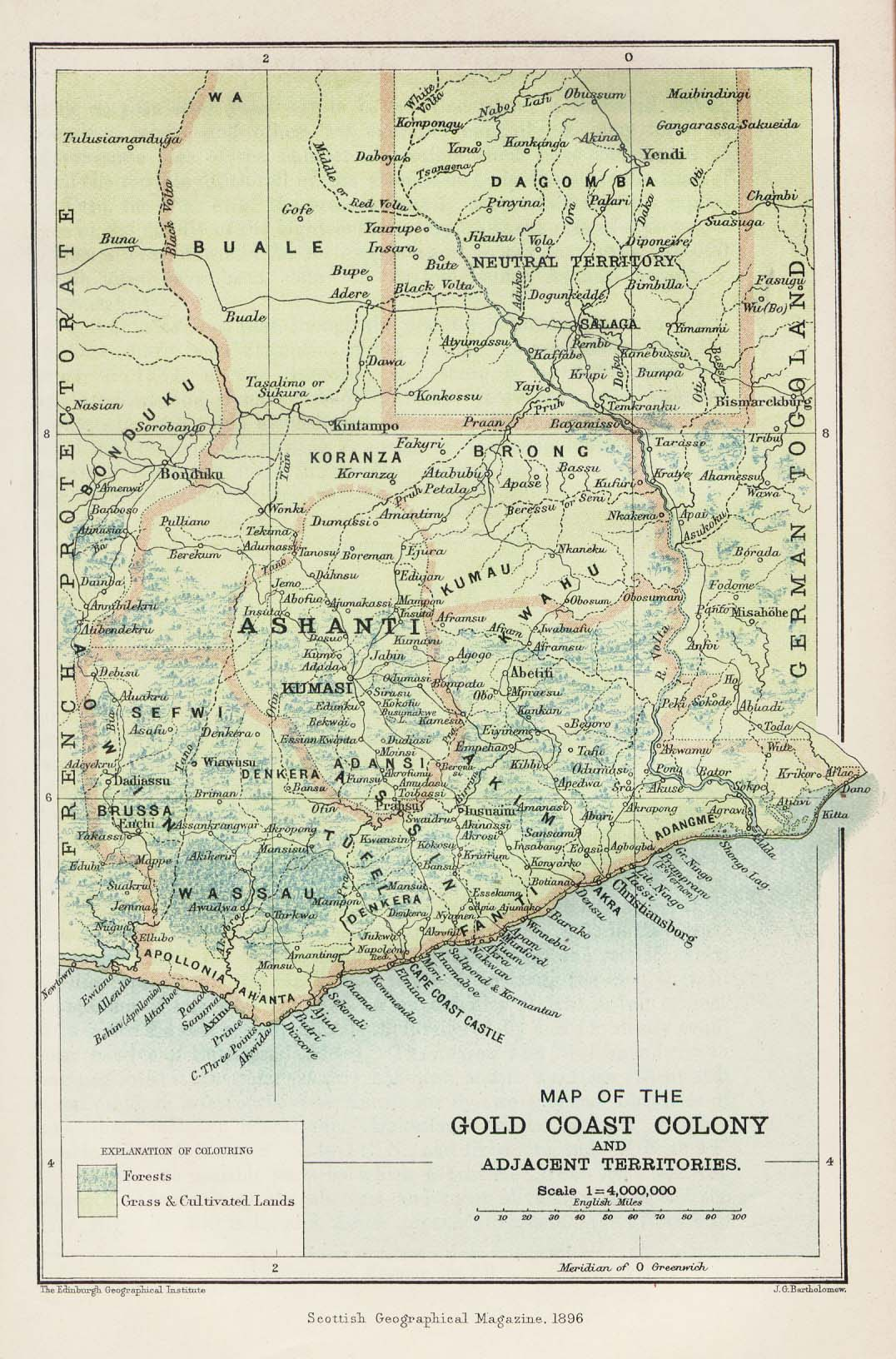
Den brittiska kolonin Guldkusten på en karta från 1896.

Den första kontakten med européer skedde då upptäcktsresande portugiser anlände 1471. Detta innebar stora förändringar inom handeln. Tidigare var den inriktad norrut mot Sudanstaterna, men nu riktades handeln söderut mot de europeiska handelsstationerna. Elmiafortet, som portugiserna grundade på Guineakusten 1482, var den första slavstationen och fler tillkom. Snart hade även Storbritannien, Nederländerna, Danmark, Brandenburg och Sverige handelsstationer och befästningar. Den svenska kolonin Cabo Corso erövrades av såväl Danmark som Nederländerna, innan det svenska Afrikanska kompaniet gick i konkurs.  Från slutet av 1600-talet svarade Storbritannien och Nederländerna för större delen av handeln i området. och från cirka 1860 var Storbritannien den enda betydande makten i området, bortsett från Ashanti.
De mest framträdande och framgångsrika folkslagen i nuvarande Ghana var ashanti och fante. Ashantifolket etablerade en egen stat i Ghana och var en blomstrande maktbas under den koloniala tidens slavhandel. 1850 förbjöd Ashanti slavhandeln och Storbritannien försökte kuva landet i allians med Fante som tecknades 1844. Fyra krig mellan ashanti och fante utspelades mellan 1826 och 1896 och inte förrän då lyckades britterna underkuva kungadömet och införlivade det 1902 i Guldkusten. 

## Självständighetstiden
Motstånd mot den brittiska kolonialismen växte, speciellt bland den bildade afrikanska eliten. Efter andra världskriget framträdde flera partier med krav på självständighet och i en omröstning 1956 röstade invånarna i brittiska Togoland för att bilda en självständig stat med Guldkusten, under namnet Ghana. 1957 erkändes republiken Ghana. Det var det första landet i det koloniala Afrika som blev självständigt.
Ghana har fått sitt namn från Ghanariket, ett rike som blomstrade i Västafrika mellan cirka 700 och 1076. Detta rike omfattade dock inte nuvarande Ghana utan låg längre norrut.
Landets första president, Kwame Nkrumah, förbjöd 1964 alla oppositionspartier, fängslade landets regimkritiker och orienterade sig mot kommunistblocket. Nkrumah avsattes i en militärkupp 1966. Flera försök till fria demokratiska val skedde, men de flesta ledare tog makten genom stats- och militärkupper. År 1979 tillgrep löjtnanten Jerry Rawlings makten. Han genomförde fria val och återlämnade makten till civila politiker, men med ett hot om att genomföra en ny kupp om de inte fick ordning på landet. Eftersom problemen fortsatte återtog han makten i en ny kupp på nyårsafton 1981. År 1992 antogs genom en folkomröstning en konstitution som tillåter flera politiska partier. Flera nya partier bildades och i presidentvalet hölls det första valet med flera kandidater. Rawlings valdes med drygt 58 % av rösterna, men oppositionen hävdade att fusk förekommit. I presidentvalet 1996 omvaldes Rawlings med 57 % av rösterna. Vid presidentvalet 2000 valdes det största oppositionspartiets kandidat John Kufuor till president. Den nya regeringen ansträngde sig för ett fredligt maktskifte, men har även genomfört en del uppgörelser med Ghanas förflutna. År 2004 omvaldes Kufuor med god marginal till president.